# Grbavci (Gradiška)
Grbavci (en cirílico: Грбавци) es una aldea de la municipalidad de Gradiška, Republika Srpska, Bosnia y Herzegovina.

## Población
| Composición de la Población - Aldea de Grbavci | Composición de la Población - Aldea de Grbavci | Composición de la Población - Aldea de Grbavci | Composición de la Población - Aldea de Grbavci | Composición de la Población - Aldea de Grbavci |
| ---------------------------------------------- | ---------------------------------------------- | ---------------------------------------------- | ---------------------------------------------- | ---------------------------------------------- |
|                                                | 2013                                           | 1991                                           | 1981                                           | 1971                                           |
| Total                                          | 608                                            | 991 (100,0%)                                   | 1199 (100,0%)                                  | 1289 (100,0%)                                  |
| Varones                                        | 297                                            | -                                              | -                                              | -                                              |
| Mujeres                                        | 311                                            | -                                              | -                                              | -                                              |
| Bosniacos                                      | 2                                              | 2 (0,202%)                                     | 1 (0,083%)                                     | -                                              |
| Serbios                                        | 587                                            | 956 (96,47%)                                   | 770 (64,22%)                                   | 1277 (99,07%)                                  |
| Croatas                                        | 5                                              | 4 (0,404%)                                     | 2 (0,167%)                                     | 4 (0,310%)                                     |
| Bosnio                                         | -                                              | -                                              | -                                              | -                                              |
| Gitanos                                        | -                                              | -                                              | -                                              | -                                              |
| Musulmanes                                     | 1                                              | -                                              | -                                              | -                                              |
| Montenegrinos                                  | -                                              | -                                              | -                                              | 1 (0,078%)                                     |
| Macedonios                                     | -                                              | -                                              | -                                              | -                                              |
| Albaneses                                      | -                                              | -                                              | -                                              | -                                              |
| Yugoslavos                                     | 1                                              | 16 (1,615%)                                    | 426 (35,53%)                                   |                                                |
| Ukranianos                                     | -                                              | -                                              | -                                              | -                                              |
| Eslovenos                                      | -                                              | -                                              | -                                              | -                                              |
| Ortodoxos                                      | -                                              | -                                              | -                                              | -                                              |
| Otros                                          | 9                                              | 13 (1,312%)                                    | -                                              | 7 (0,543%)                                     |
| Sin declarar                                   | 3                                              | -                                              | -                                              | -                                              |
| Desconocidos                                   | -                                              | -                                              | -                                              | -                                              |